# Митрополит београдски Инокентије
Инокентије (световно име Јаков Павловић; Шабац, 1. август 1840 — Београд, 19. мај 1905) је био београдски митрополит од 1898. до 1905.

## Биографија
Инокентије Павловић је рођен 1. августа 1840. у Шапцу као Јаков Павловић. Отац му је био познати протојереј Јован Павловић, посланик на чувеној Светоандрејској скупштини. Основну школу и четири разреда гимназије завршио је у Шапцу, два разреда богословије у Београду и Духовну академију у Кијеву.
У Србију се вратио почетком 1863, и већ 31. јула био је рукоположен за свештеника. Био је професор гимназије у Крагујевцу, војни свештеник, свештеник Казненог завода у Крагујевцу, професор и ректор богословије, вероучитељ Више женске школе, дворски свештеник и начелника Црквеног одељења у министарству просвете и црквених дела.
После смрти супруге закалуђерио се 24. новембра 1892. године и добио име Инокентије. За епископа нишког изабран је 1. августа 1894, а за митрополита 15. фебруара 1898. вољом двора и владе.
За време његове управе Београдском митрополијом дошло је до женидбе краља Александра и Драге Машин, до насилног уклањања династије Обреновића са престола (1903), и до избора Петра Карађорђевића за новог краља Србије.
Митрополит Инокентије је био, како пише Слијепчевић, просечан човек, који иза себе није оставио никакво значајно дело. Бавио се књижевним радом и по разним часописима објављивао богословско-педагошке чланке. Написао је и око 250 проповеди, који нису, у целини, до данас објављене.
Додељен му је Орден Милоша Великог и Орден Светог Саве првог степена.

## Син
Његов син је Драгољуб Павловић (сликар) рођен 1875, академски сликар, који је именован од Врховне Команде за ратног сликара и фотографа.